# Штайнер, Иржи
И́ржи Шта́йнер (чеш. Jiří Štajner; 27 мая 1976 года, Бенешов, Чехословакия) — чешский футболист, нападающий. Известен по выступлению за немецкий клуб «Ганновер 96».

## Клубная карьера
Во взрослом футболе дебютировал в 1994 году за пражскую «Славию», в которой провёл два сезона, приняв участие в шести матчах чемпионата. За это время завоевал титул чемпиона Чехии.
Впоследствии с 1996 по 2000 год играл в составе команд клубов «Бенешов», «Ческе-Будеёвице», «Лоунёвице», «Мост». В 2000 году перешёл в клуб «Слован Либерец», в составе которого в сезоне 2001/2002 стал лучшим бомбардиром чемпионата Чехии, забив 15 голов, и стал чемпионом страны.
Летом 2002 года перешёл в клуб немецкой Бундеслиги «Ганновер 96» и отыграл в составе этой команды следующие 8 лет своей карьеры. В 2004 году на правах аренды выступал за пражскую «Спарту».
В 2010 году вернулся в «Слован», после чего выступал за клубы «Млада-Болеслав» и «Оберлаузиц». Завершал игровую карьеру в 2015—2017 годах в клубе «Спартак» Храстава.

## Карьера в сборной
12 февраля 2002 года дебютировал в официальных матчах в составе национальной сборной Чехии в товарищеском матче против Венгрии. В 2012 году завершил выступления на национальном уровне. Играл за сборную на чемпионате мира 2006 года, где выходил на поле во всех трёх матчах группового этапа.

## Статистика выступлений за сборную
| Матчи Иржи Штайнера за сборную Чехии | Матчи Иржи Штайнера за сборную Чехии | Матчи Иржи Штайнера за сборную Чехии | Матчи Иржи Штайнера за сборную Чехии | Матчи Иржи Штайнера за сборную Чехии | Матчи Иржи Штайнера за сборную Чехии | Матчи Иржи Штайнера за сборную Чехии |
| ------------------------------------ | ------------------------------------ | ------------------------------------ | ------------------------------------ | ------------------------------------ | ------------------------------------ | ------------------------------------ |
| №                                    | Дата                                 | Оппонент                             | Счёт                                 | Голы                                 | Соревнование                         |                                      |
| 1                                    | 12 февраля 2002                      | Венгрия                              | 2 : 0                                | -                                    | Товарищеский матч                    |                                      |
| 2                                    | 13 февраля 2002                      | Кипр                                 | 4 : 3                                | -                                    | Товарищеский матч                    |                                      |
| 3                                    | 27 марта 2002                        | Уэльс                                | 0 : 0                                | -                                    | Товарищеский матч                    |                                      |
| 4                                    | 17 апреля 2002                       | Греция                               | 0 : 0                                | -                                    | Товарищеский матч                    |                                      |
| 5                                    | 18 мая 2002                          | Италия                               | 1 : 0                                | -                                    | Товарищеский матч                    |                                      |
| 6                                    | 21 августа 2002                      | Словакия                             | 4 : 1                                | -                                    | Товарищеский матч                    |                                      |
| 7                                    | 6 сентября 2002                      | Югославия                            | 5 : 0                                | -                                    | Товарищеский матч                    |                                      |
| 8                                    | 12 октября 2002                      | Молдова                              | 2 : 0                                | -                                    | Отборочный матч ЧЕ 2004              |                                      |
| 9                                    | 30 апреля 2003                       | Турция                               | 4 : 0                                | -                                    | Товарищеский матч                    |                                      |
| 10                                   | 11 июня 2003                         | Молдова                              | 5 : 0                                | 1                                    | Отборочный матч ЧЕ 2004              |                                      |
| 11                                   | 11 октября 2003                      | Австрия                              | 3 : 2                                | -                                    | Отборочный матч ЧЕ 2004              |                                      |
| 12                                   | 12 ноября 2003                       | Канада                               | 5 : 1                                | -                                    | Товарищеский матч                    |                                      |
| 13                                   | 18 февраля 2004                      | Италия                               | 2 : 2                                | 1                                    | Товарищеский матч                    |                                      |
| 14                                   | 31 марта 2004                        | Ирландия                             | 1 : 2                                | -                                    | Товарищеский матч                    |                                      |
| 15                                   | 8 октября 2005                       | Нидерланды                           | 0 : 2                                | -                                    | Отборочный матч ЧМ 2006              |                                      |
| 16                                   | 12 октября 2005                      | Финляндия                            | 3 : 0                                | -                                    | Отборочный матч ЧМ 2006              |                                      |
| 17                                   | 16 ноября 2005                       | Норвегия                             | 1 : 0                                | -                                    | Отборочный матч ЧМ 2006              |                                      |
| 18                                   | 1 марта 2006                         | Турция                               | 2 : 2                                | 1                                    | Товарищеский матч                    |                                      |
| 19                                   | 26 мая 2006                          | Саудовская Аравия                    | 2 : 0                                | -                                    | Товарищеский матч                    |                                      |
| 20                                   | 30 мая 2006                          | Коста-Рика                           | 1 : 0                                | -                                    | Товарищеский матч                    |                                      |
| 21                                   | 3 июня 2006                          | Тринидад и Тобаго                    | 3 : 0                                | -                                    | Товарищеский матч                    |                                      |
| 22                                   | 12 июня 2006                         | США                                  | 3 : 0                                | -                                    | ЧМ 2006. Групповая стадия            |                                      |
| 23                                   | 17 июня 2006                         | Гана                                 | 0 : 2                                | -                                    | ЧМ 2006. Групповая стадия            |                                      |
| 24                                   | 22 июня 2006                         | Италия                               | 0 : 2                                | -                                    | ЧМ 2006. Групповая стадия            |                                      |
| 25                                   | 16 августа 2006                      | Сербия                               | 1 : 3                                | 1                                    | Товарищеский матч                    |                                      |
| 26                                   | 2 сентября 2006                      | Уэльс                                | 2 : 1                                | -                                    | Отборочный матч ЧЕ 2008              |                                      |
| 27                                   | 6 сентября 2006                      | Словакия                             | 3 : 0                                | -                                    | Отборочный матч ЧЕ 2008              |                                      |
| 28                                   | 12 августа 2009                      | Бельгия                              | 3 : 1                                | -                                    | Товарищеский матч                    |                                      |
| 29                                   | 5 сентября 2009                      | Словакия                             | 2 : 2                                | -                                    | Отборочный матч ЧМ 2010              |                                      |
| 30                                   | 9 сентября 2009                      | Сан-Марино                           | 7 : 1                                | -                                    | Отборочный матч ЧМ 2010              |                                      |
| 31                                   | 10 октября 2009                      | Польша                               | 2 : 0                                | -                                    | Отборочный матч ЧМ 2010              |                                      |
| 32                                   | 14 октября 2009                      | Северная Ирландия                    | 0 : 0                                | -                                    | Отборочный матч ЧМ 2010              |                                      |
| 33                                   | 11 августа 2010                      | Латвия                               | 4 : 1                                | -                                    | Товарищеский матч                    |                                      |
| 34                                   | 7 сентября 2010                      | Литва                                | 0 : 1                                | -                                    | Отборочный матч ЧЕ 2012              |                                      |
| 35                                   | 12 октября 2010                      | Лихтенштейн                          | 2 : 0                                | -                                    | Отборочный матч ЧЕ 2012              |                                      |
| 36                                   | 9 февраля 2011                       | Хорватия                             | 2 : 4                                | -                                    | Товарищеский матч                    |                                      |
| 37                                   | 29 февраля 2012                      | Ирландия                             | 1 : 1                                | -                                    | Товарищеский матч                    |                                      |

## Достижения

### Командные
«Славия» Прага
- Чемпион Чехии: 1995/1996

«Слован» Либерец
- Чемпион Чехии (2): 2001/2002, 2011/2012
- Обладатель Кубка Чехии: 1999/2000

«Спарта»
- Обладатель Кубка Чехии: 2003/2004

### Личные
«Слован» Либерец
- Лучший бомбардир чемпионата Чехии: 2001/2002 (15 голов)